# 22 mars 2001
Le jeudi 22 mars 2001 est le 81e jour de l'année 2001.

## Décès
- Jean-François Villiers (né 29 mars 1943), botaniste français
- Maurice Delavenne (né le 15 octobre 1914), personnalité politique monégasque
- Pierre Brochard (né le 23 mars 1921), dessinateur et scénariste français de bandes dessinées
- Rolf Birger Pedersen (né le 23 septembre 1939), footballeur norvégien
- Sabiha Gökçen (née le 21 mars 1913), première femme turque pilote et pionnière dans l'aviation
- Stepas Butautas (né le 25 août 1925), joueur et entraîneur soviétique de basket-ball
- Toby Wing (née le 14 juillet 1915), actrice américaine
- William Hanna (né le 14 juillet 1910), animateur, réalisateur, producteur, doubleur, et dessinateur de presse américain

## Événements
- Découverte de (131318) 2001 FL194
- Découverte de (153289) Rebeccawatson
- Découverte de (222403) Bethchristie
- Découverte de 72633 Randygroth
- Découverte de (99070) Strittmatter
- Sortie de l'album 4 Force du groupe Every Little Thing
- Sortie du film Eh mec ! Elle est où ma caisse ?
- Sortie du jeu vidéo Klonoa 2: Lunatea's Veil
- Sortie du film L'Échange
- Sortie du jeu vidéo Monster Rancher 3
- Sortie du film Save the Last Dance
- Sortie du film Snatch : Tu braques ou tu raques
- Sortie du jeu vidéo The Simpsons Wrestling